# Юнгхенель, Конрад
Ко́нрад Ю́нгхенель (нем. Konrad Junghänel;род. 27 февраля 1953, Гютерсло, Северный Рейн-Вестфалия) — немецкий лютнист и дирижёр, видный представитель аутентичного исполнительства.

## Очерк биографии и творчества
Конрад Юнгхенель начал учиться в Высшей школе музыки в Кельне в возрасте 17 лет. В возрасте 20 лет он аккомпанировал контратенору Рене Якобсу, работал в качестве аккомпаниатора также с Альфредом Деллером. Как исполнитель на лютне и камерный музыкант выступал в Европе, Японии, Австралии, Южной Америке, Африке и США, в том числе в составе известных ансамблей старинной музыки Les Arts Florissants, La Petite Bande, Musica Antiqua Köln, барочного оркестра Tafelmusik.
В 1987 году в Кёльне Юнгхенель основал и возглавил собственный вокальный ансамбль Cantus Cölln («Кантус Кёльн»), в составе которого пели Иоганна Козловски (жена К. Юнгхенеля) и Мария Кристина Кир. Юнгхенель неоднократно дирижировал на Инсбрукском фестивале старинной музыки и других международных музыкальных фестивалях. В 1994–2020 гг. работал в должности профессора Высшей школы музыки и танца в Кёльне, сменив на этом посту своего учителя Михаэля Шеффера. Среди его учеников — певец Герд Гроховский.
Юнгхенель известен также как оперный дирижёр. Он руководил оперными постановками во многих театрах Германии: в Берлине, Гамбурге, Штутгарте, Ганновере, Кёльне и других; в сезоне 2016—2017 гг. дирижировал операми В. А. Моцарта «Волшебная флейта», «Похищение из Сераля» и «Свадьба Фигаро» в Гессенском государственном театре (Висбаден).